# Aphyllorchis montana
Aphyllorchis montana är en orkidéart som beskrevs av Heinrich Gustav Reichenbach. Aphyllorchis montana ingår i släktet Aphyllorchis och familjen orkidéer. Inga underarter finns listade i Catalogue of Life.